# Indre Ringvej (Aarup)
 For alternative betydninger, se Indre Ringvej. (Se også artikler, som begynder med Indre Ringvej)
Indre Ringvej  er en to sporet ringvej der går igennem det indre Aarup. Vejen er med til at lede trafikken vest om Aarup Bymidte, så byen ikke bliver belastet af for meget gennemkørende trafik.
Vejen forbinder Bredgade i syd med Holmelund i nord, og har forbindelse til Søndergade, Ormehøjvej og Østergade.